# شارلوته بورغس
شارلوته بورغس (بالإنجليزية: Charlotte Burgess)‏ هي نبالة بريطانية، ولدت في 25 يناير 1987 في سالفورد في المملكة المتحدة.

## وصلات خارجية
- شارلوته بورغس على موقع الاتحاد الدولي للرماية بالسهام (الإنجليزية)
- شارلوته بورغس على موقع اللجنة الأولمبية الدولية (الإنجليزية)
- شارلوته بورغس على موقع أوليمبيديا (الإنجليزية)
- شارلوته بورغس على موقع اللجنة الأولمبية البريطانية (الإنجليزية)